# Associazione Sportiva Bisceglie
L'Associazione Sportiva Bisceglie, meglio nota come Bisceglie, è una società calcistica italiana con sede nella città di Bisceglie, in provincia di Barletta-Andria-Trani. Milita in Eccellenza, la quinta divisione del campionato italiano.
Fondata nel 1913, è stata successivamente rifondata nel 1931 e nel 1998. Vanta quale miglior risultato della propria storia alcune partecipazioni alla terza divisione calcistica italiana. Nel suo palmarès annovera la vittoria di una Coppa Italia Dilettanti.
I colori sociali sono il nero e l'azzurro. Disputa le gare interne allo stadio Gustavo Ventura.

## Storia

### Le origini del calcio a Bisceglie e la nascita dell'U.S. Biscegliese (dal 1913 al 1943)

Foto di gruppo per l'incontro fra Biscegliese e Modenese (1929)

La tradizione calcistica biscegliese che registra oltre un secolo di attività, vide nel 1908 la fondazione della prima squadra di calcio cittadina, quale il Circolo Sportivo Ercole.
Successivamente, nel 1913, sulla scia dell'esperienza dell'Ercole e poi della Velox, Nino De Martino, Donato Soldani, Peppino Simia, Isidoro Torchetti, Gennaro De Feudis e Giuseppe Maenza diedero vita all'Unione Sportiva Biscegliese, dai colori azzurro con stella bianca che però ebbe vita molto breve data la scarsità di fondi economici e dei pochi iscritti, ma che nonostante tutto vide giocare le proprie partite con tanta passione su un campo da gioco non regolamentare, quale la spianata del Palazzuolo, vasto piazzale al di fuori delle antiche mura cittadine scelto per le dispute calcistiche e poi sostituito nel 1925 da un nuovo e regolamentare campo di calcio, quale il campo vecchio Francesco Di Liddo, costruito su un terreno dell'ospedale.
Nella stagione 1930-1931 la Biscegliese si qualificò al campionato di Prima Divisione, e fu inserita nel girone F. Nonostante gli sforzi, i risultati insoddisfacenti ottenuti nel campionato successivo portarono il club alla retrocessione. Un anno dopo, la società riprese un nuovo ciclo di successi che ne determinarono l'ammissione in Seconda Divisione seguito da un periodo altalenante fra la Prima e la Seconda Divisione, al termine del campionato 1938-1939 dove gli azzurro-stellati ottennero la promozione in Serie C, mantenendo la categoria fino al 1941, anno in cui vennero sospese tutte le attività sportive per via della seconda guerra mondiale. Solo a partire dal 1943, la Biscegliese ricominciò a ricalcare i campi di gioco.

### La fusione con la S.S. Armando Diaz e la nascita dell'A.S. Bisceglie (dal 1949 al 1984)

Il Bisceglie 1974-1975, promosso in Serie D.

Nell'estate del 1949, terminato il conflitto, l'U.S. Biscegliese, condividendo comuni desideri con la concittadina Società Sportiva Armando Diaz, si fuse con questa dando vita all'Associazione Sportiva Bisceglie dai colori nero e azzurro con stella bianca, unendo i colori sociali dei due precedenti sodalizi. Nei primi anni di vita, il neonato club calcistico raccolse risultati non soddisfacenti, fino al campionato del 1957-1958 che portò la squadra a un'inversione di rotta, culminata con la promozione in IV Serie. Nella stagione 1959-1960 il Bisceglie festeggiò la promozione in Serie C, chiudendo le tre successive stagioni nella medesima terza serie in posizioni di metà classifica, con Marino Monterisi al timone della società; dopo il quarto anno consecutivo in Serie C, i nerazzurrostellati retrocedettero nuovamente in Serie D, e nel campionato del 1969-1970 disputò le partite di Prima Categoria.
Nel 1975 il Bisceglie ritornò in Serie D, e nonostante fosse stato ripescato dopo gli spareggi del campionato 1976-1977, non venne ammesso alla Serie C per l'anno calcistico successivo.

### Le conquista della Serie C2 (dal 1984 al 1998)

Il Bisceglie 1989-1990

Nel Campionato Interregionale 1984-1985 il club biscegliese, superato in classifica nelle ultime giornate dall'Angizia Luco, mancò la promozione in Serie C2, che raggiunse poi nella stagione successiva. Dopo l'annata turbolenta giocata in Serie C2 nel 1986-1987, seguì la stagione successiva, conclusa all'8º posto in classifica, poi nei due anni successivi, i neroazzurri stellati vennero ripescati dopo essere retrocessi sul campo.
Nel campionato 1991-1992, a seguito del cambio di presidenza della società, la squadra concluse il proprio girone di Serie C2 con un quinto posto finale, che corrispose al miglior posizionamento nella storia della formazione nerazzurra fra i semiprofessionisti. La stagione successiva vide una squadra rinnovata che terminò il campionato al 13º posto, poi l'anno dopo l'attività sportiva del club fu segnata dalla prematura scomparsa di due personaggi ad esso legati: Francesco Pisicchio, giovane attaccante di 23 anni, e Demetrio Ferrante, presidente della società.

Giorgio Di Bari

Il campionato 1994-1995 vide fra i ranghi del club calcistico biscegliese alcuni calciatori presi in prestito dai settori giovanili della Serie A, tra cui Giuseppe Perrone, Giovanni Giuseppe Di Meglio e il difensore barese Nicola Diliso che portarono i nerazzurri stellati ad una sofferta salvezza vincendo i play-out. Anche nella stagione successiva, il Bisceglie faticò molto vincendo i play-out, mentre nel campionato del 1996-1997 raggiunse il 9º posto in classifica. Al termine del campionato 1997-1998, al dodicesimo anno consecutivo per l'A.S. Bisceglie in Serie C2, la squadra nerazzurra nonostante le difficoltà economiche e la prematura morte del capitano Giorgio Di Bari, riuscì a concludere la stagione all'ottavo posto, ma nell'estate 1998 a seguito del perdurare della crisi societaria, l'accordo per il passaggio delle quote ad una cordata emiliana di azionisti non si raggiunse, e il club non riuscì ad iscriversi al campionato di Serie C2.

### Il fallimento e la fusione con la Polisportiva Don Uva (dal 1998 al 2016)
A fronte della dissestata situazione finanziaria del club, venne fondato il Bisceglie Calcio 1913 O.N.L.U.S., per non perdere il titolo sportivo, ma nonostante ciò, la società sportiva, dopo la ripartenza dal campionato di Serie D retrocedette immediatamente in Eccellenza, e poi, in Promozione al termine della stagione 2000-2001.
Successivamente, nel mese di luglio del 2001, il club fondendosi con il Don Uva, secondo club calcistico biscegliese, diede vita alla Polisportiva Bisceglie Don Uva che nel campionato del 2003-2004 iniziò la rimonta tornando immediatamente in Eccellenza.
Dopo alcuni campionati piuttosto travagliati, anche sul piano della gestione societaria, la Polisportiva Bisceglie Don Uva si sciolse e la squadra ritornò alla vecchia denominazione di Associazione Sportiva Bisceglie Calcio 1913, dove nella stagione in Eccellenza Puglia 2007-2008, a seguito del comportamento indisciplinato di una parte della tifoseria biscegliese, il club nero-azzurro stellato giocò le partite a porte chiuse per l'intero campionato.
Nel campionato 2010-2011, dopo aver vinto i play-off regionali, il Bisceglie venne sconfitto ai play-off nazionali dalla formazione siciliana del Due Torri. L'8 dicembre 2011, dopo aver giocato allo stadio San Nicola di Bari la finale della Coppa Italia Dilettanti Puglia, e aver battuto il Liberty Monopoli, i nerazzurri stellati si qualificarono per la Coppa Italia Dilettanti vincendola il 18 aprile 2012, battendo in finale il Pisa Sporting Club allo stadio Flaminio di Roma; con questo risultato i biscegliesi ottennero al termine di un'annata strepitosa la promozione in Serie D.
Nel settembre del 2015, con l'arrivo di Ingrosso alla presidenza del club, iniziò un periodo turbolento culminato con le dimissioni dello stesso alla fine della stagione 2015-2016 e con il ritorno di Nicola Canonico a distanza di un anno.

### Il ritorno tra i professionisti (2016-2021)
Nel campionato di Serie D 2016-2017 il Bisceglie di Nicola Ragno si propone come squadra di vertice del girone H, duellando lungamente per la testa della classifica col Trastevere: decisive per la vittoria finale degli stellati si rivelano le ultime sei giornate di stagione regolare, culminate con la vittoria esterna nello scontro diretto per 2-1, che consegna al Bisceglie il primato e la promozione nel professionismo dopo 19 anni d'assenza. Nel corso della stagione, poi, il cammino in Coppa Italia Serie D, i nerazzurro-stellati arrivano fino alla semifinale, nella quale tuttavia cedono all'Albalonga
Nella stagione del ritorno in Serie C il Bisceglie di Nunzio Zavettieri ottiene una tranquilla salvezza, grazie all'undicesimo posto finale. Alla fine della stagione Zavettieri lascia la panchina ed è sostituito da Gianfranco Mancini. La stagione successiva vede la squadra terminare al diciassettesimo posto; i nerazzurri devono quindi disputare un doppio play-out: dopo aver sconfitto la Paganese nello spareggio di girone, i biscegliesi perdono il play-out intergirone con la Lucchese e retrocedono in Serie D dopo due anni tra i professionisti. Malgrado la retrocessione sul campo, sono riammessi in terza serie a completamento organici. Il campionato di Serie C 2019-2020 si chiude con un'altra retrocessione sul campo, dopo aver perso i play-out con la Sicula Leonzio, ma anche in questo caso il Bisceglie viene riammesso in Serie C al posto dell'AZ Picerno, declassato a causa di illecito sportivo. Nella stagione 2020-2021 per la terza volta consecutiva il club retrocede (sul campo) in Serie D perdendo il play-out con la Paganese

### La caduta nei dilettanti (2021-2023)
L'anno successivo partecipa al campionato di Serie D, che si conclude con il penultimo posto e la retrocessione in Eccellenza. Nella stagione 2022-2023, la squadra guidata da Franco Cinque riesce a raggiungere il secondo posto a metà stagione, sotto il Manfredonia. La società decide di esonerare Cinque, e di affidare la panchina a Francesco Passiatore. La squadra non riesce a raggiungere il primo posto, ma riesce comunque a mantenere la propria posizione. Vincono i play-off contro il Corato, ma perdono contro il Manfredonia, che ottiene la promozione in Serie D.
Nella stagione 2023-2024, sotto la guida di Giuseppe Di Meo, arriva meritatamente Primo nel Girone A ma in virtù del format affronta nella finalissima l'Ugento (Arrivato Primo nel girone B) dove viene sonoramente sconfitto per 4-0. Il Bisceglie parteciperà ai playoff nazionali arrivando in finale ma anche qui subirà un'altra sconfitta per mano del Costa D'Amalfi che approderà in Serie D.

## Colori e simboli

### Colori
I colori sociali del Bisceglie sono il nero e l'azzurro.

### Simboli ufficiali

#### Stemma
Lo stemma adottato dal club consiste in un ancile a strisce nere ed azzurre verticali, con una stella bianca situata al centro e la quercia simbolo della città di Bisceglie posta al di sotto della stella.

Stemma in uso fino al 2017
Stemma in uso dal 2017 al 2023
Stemma in uso dal 2023

## Strutture

### Stadio
Il Bisceglie gioca le gare interne allo stadio Gustavo Ventura, intitolato ad un presidente del club.

## Società

### Organigramma societario
Di seguito l'organigramma tratto dal sito internet ufficiale della società.
- Vincenzo Racanati - Presidente
- Gianni Porcelli - Vicepresidente
- Antonio Caiati - Segretario
- Francesco D’Azzeo - Dirigente responsabile settore giovanile
- Alessandro Gentile - Dirigente Accompagnatore
- Giacomo Povia - Dirigente Responsabile Impiantistica
- Mino Dell’Orco - Responsabile Ufficio Stampa e Comunicazione

### Sponsor
Di seguito l'elenco dei fornitori tecnici e degli sponsor ufficiali che hanno accompagnato il Bisceglie nel corso degli anni.
| Cronologia degli sponsor tecnici - 1984-1987 nr - 1987-1993 ABM - 1993-1995 AZ - 1995-1997 Legea - 1997-1998 Umbro - 2001-2003 Legea - 2003-2005 Zeus - 2005-2006 Legea - 2006-2007 ... - 2007-2008 Diadora - 2008-2009 Legea - 2009-2011 Lotto - 2011-2015 Joma - 2015-2016 Sportika - 2016-2018 Joma - 2018- Givova | Cronologia degli sponsor ufficiali - 1984-1990 Banca di Bisceglie - 1990-1993 Banca del Salento - 1993-1994 Magik Park - 1994-1995 Herbatint - 1995-1997 S-I - 1997-1998 Nordwall - 1998-2001 ... - 2001-2002 non presente - 2002-2003 ... - 2003-2004 Canapè - 2004-2005 ... - 2005-2006 Città di Bisceglie - 2006-2007 EDB - 2007-2008 non presente - 2008-2010 Cocomèro - 2010-2011 Keylog - 2011-2012 Teleregione Color - 2012-2013 Dill's - 2013-2015 C.N. Costruzioni generali - 2015-2016 Golosia - 2016-2019 Emporione - 2019- Racanati |

## Allenatori e presidenti
- 1913-1939 ...
- 1939-1940  Raffaele Rossini
- 1940-1941  Michele Camero
- 1941-1960 ...
- 1960-1964  Michele D'Addato
- 1964-1965 ...
- 1965-1967  Guido Roncarati
- 1967-1974 ...
- 1974-1975  Francesco Di Corrado
- 1975-1978 ...
- 1978-1979  Giorgio Valentinuzzi
- 1979-1980  Giovanni Campari
- 1980-1984 ...
- 1984-1985  Leonardo Generoso
- 1985-1986  Francesco Di Benedetto
- 1986-1987  Francesco Di Benedetto (1ª-?ª)
 Carlo Ripari (?ª-34ª)
- 1987-1988  Carlo Ripari
- 1988-1989  Dante Fortini (1ª-?ª)
 Vincenzo Cavallaro (?ª-?ª)
 Giancarlo Magrini (?ª-34ª)
- 1989-1990  Giancarlo Magrini (1ª-?ª)
 Luciano Pirazzini (?ª-34ª)
- 1990-1991  Carlo Ripari
- 1991-1992  Paolo Lombardo
- 1992-1993  Francesco Giorgini
- 1993-1994  Aldo Papagni
- 1994-1995  Aldo Papagni (1ª-18ª)
 Pantaleo De Gennaro (19ª-34ª e play-out)
- 1995-1996  Leonardo Bitetto
- 1996-1997  Giovanni Simonelli
- 1997-1998  Aldo Papagni
- 1998-2001 ...
- 2001-2002  Angelo Columbo (1ª-?ª)
 Domenico Caricola (?ª-30ª)
- 2002-2007 ...
- 2007-2008  Domenico Di Corato
- 2008-2011 ...
- 2011-2012  Giorgio De Trizio (1ª-?ª)
 Nicola Ragno (?ª-30ª)
- 2012-2013  Nicola Ragno (1ª-?ª)
 Vincenzo Tavarilli (?ª-34ª)
- 2013-2014  Giancarlo Favarin (1ª-?ª)
 Carlo Prayer (?ª-32ª)
- 2014-2016  Claudio De Luca
- 2016-2017  Nicola Ragno
- 2017-2018  Nunzio Zavettieri (1ª-24ª)
 Giuseppe Alberga (25ª-28ª)
 Gianfranco Mancini (29ª-38ª)
- 2018-2019  Ciro Ginestra (1ª-15ª)
 Antonio Bruno (16ª-20ª)
 Rodolfo Vanoli 21ª-38ª e play-out)
- 2019-2020  Rodolfo Vanoli (1ª-7ª)
 Sandro Pochesci (8ª-16ª)
 Gianfranco Mancini (17ª-30ª e play-out)
- 2020-2021  Giovanni Bucaro (1ª-21ª)
 Aldo Papagni (22ª-34ª)
 Giovanni Bucaro (35ª-38ª e play-out)
- 2021-2022  Danilo Rufini (1ª-18ª)
 Michele Cazzarò (19ª-26ª)
 Danilo Rufini (27ª-32ª)
 Ivan Tisci (33ª-38ª)
- 2022-2023  Franco Cinque (1ª-13ª)
 Francesco Passiatore (14ª-26ª e play-off)
- 2023-oggi  Valeriano Loseto

- 1913-1914  Giuseppe Maenza
- 1914-1915  Domenico Di Terlizzi
- 1915-1919  Alfredo Campanale
- 1919-1925  Domenico Rana
- 1926-1929  Sergio Pasquale
- 1929-1930  Giuseppe Catalano (comm. straord.)
- 1930-1932  Fiorillo Barone Frisari
- 1932-1934  Antonio Rana
- 1934-1935  Alberto Albrizio
- 1935-1936  Domenico Colamartino
- 1936-1939  Mauro Valente
- 1939-1947  Gustavo Ventura
- 1947-1948  Marino Monterisi
 D. Dell'Olio
- 1948-1949  Marino Monterisi
- 1949-1950  Cesare Vecchio
- 1950-1951  Francesco Di Luzio
- 1951-1952  Pasquale Di Luzio
- 1952-1953  Antonio Di Liddo
- 1953-1955  Giuseppe Ruggieri
- 1955-1957  Marino Monterisi
- 1957-1958  Giovanni Cassanelli
 Marino Monterisi
- 1958-1963  Marino Monterisi
- 1963-1964  Ezio Cocola
- 1964-1965  Giovanni Cassanelli
- 1965-1969  Marino Monterisi
- 1969-1970  N. Cocola 
 Di Bitetto
- 1970-1980  Pantaleo Palazzo[17]
- 1980-1988  Pasquale Musci
- 1988-1989  Fernando Cuna
- 1989-1990  Leonardo Stasi
- 1990-1994  Demetrio Ferrante
- 1994-1998  Carlo Ferrante
- 1998-1999  Alfonso Russo
 Antonio Belsito
- 1999-2000  Mimmo Di Lecce[18]
 Maurizio Rana[19]
- 2000-2001  Mauro Di Modugno
- 2001-2002  Giovanni Caprioli
- 2002-2003  Franco Antifora
 Roberto Storelli
- 2003-2006  Roberto Storelli
- 2006-2008  Eugenio Padalino
- 2008-2009  Eugenio Padalino 
 Leonardo Pedone
 Mauro Di Modugno[20]
 Domenico Galantino[21]
- 2009-2011  Domenico Galantino
- 2011-2015  Nicola Canonico
- 2015-2016  Giuseppe Ingrosso
- 2016-2020  Nicola Canonico
- 2020-  Vincenzo Racanati

## Calciatori

### Capitani
Di seguito l'elenco parziale dei capitani. Alcuni dati coincidono poiché più calciatori potrebbero aver portato la fascia di capitano nello stesso periodo.
- Carmine Caricola (fine anni ottanta-inizio anni novanta)
- Stefano Grilli (1993-1995)
- Giuseppe Di Meo (1993-1996)
- Riccardo Di Bari (anni novanta)
- Massimo Pizzulli (1997-1998)
- Giorgio Di Bari (fine anni novanta)
- Paolo Gusmai (anni duemila)
- Lorenzo Battaglia (2005-2006)
- Massimo Pizzulli (2007-2008)
- Amedeo Di Pinto (2008-2010)
- Giuseppe Ingrosso (2010-2012)
- Antonio La Fortezza (2012-2013)
- Raffaele Gambuzza (2013-2014)
- Pietro Zotti (2014-2015)
- Michele Anaclerio (2015-2016)
- Riccardo Lattanzio (2016-2017)
- Andrea Petta (2017-2018)
- Matteo Piccinni (2019-2020)
- Giusto Priola (2020-2021)
- Tommaso Coletti (2021-2022)
- Nicolas Di Rito (2022-)

## Palmarès

### Competizioni nazionali
- Coppa Italia Dilettanti: 1

2011-2012

### Competizioni interregionali
- Promozione: 1

1948-1949 (girone N)
- Serie D: 2

1959-1960 (girone E), 2016-2017 (girone H)
- Campionato Interregionale: 1

1985-1986 (girone L)

### Competizioni regionali
- Coppa Italia Dilettanti Puglia: 1

2011-2012
- Eccellenza: 1

2023-2024

### Competizioni giovanili
- Campionato Nazionale Under-17 Dilettanti: 1

1982-1983

### Altri piazzamenti
- Serie D:

Secondo posto: 1967-1968 (girone H)
- Campionato Interregionale:

Secondo posto: 1984-1985
- Eccellenza:

Secondo posto: 2007-2008, 2011-2012
Terzo posto: 2010-2011
- Promozione:

Terzo posto: 1972-1973 (girone A), 1973-1974 (girone A)
- Scudetto Serie D:

Semifinalista: 2016-2017
- Coppa Italia Serie D:

Semifinalista: 2016-2017
- Coppa Italia Dilettanti Puglia:

Semifinalista: 2007-2008, 2008-2009

## Statistiche e record

### Partecipazione ai campionati
| Livello | Categoria                       | Partecipazioni | Debutto   | Ultima stagione | Totale |
| ------- | ------------------------------- | -------------- | --------- | --------------- | ------ |
| 3º      | Campionato Meridionale          | 1              | 1928-1929 | 1928-1929       | 13     |
| 3º      | Prima Divisione                 | 1              | 1930-1931 | 1930-1931       | 13     |
| 3º      | Serie C                         | 11             | 1939-1940 | 2020-2021       | 13     |
| 4º      | Seconda Divisione               | 1              | 1929-1930 | 1929-1930       | 30     |
| 4º      | Promozione                      | 4              | 1948-1949 | 1951-1952       | 30     |
| 4º      | Campionato Interregionale       | 1              | 1958-1959 | 1958-1959       | 30     |
| 4º      | Serie D                         | 13             | 1959-1960 | 2021-2022       | 30     |
| 4º      | Serie C2                        | 12             | 1986-1987 | 1997-1998       | 30     |
| 5º      | Serie D                         | 5              | 1978-1979 | 2013-2014       | 11     |
| 5º      | Campionato Interregionale       | 5              | 1981-1982 | 1985-1986       | 11     |
| 5º      | Campionato Nazionale Dilettanti | 1              | 1998-1999 | 1998-1999       | 11     |

### Partecipazione alle coppe
| Competizione            | Partecipazioni | Debutto   | Ultima stagione | Totale |
| ----------------------- | -------------- | --------- | --------------- | ------ |
| Coppa Italia            | 2              | 1939-1940 | 1940-1941       | 2      |
| Coppa Italia Serie C    | 15             | 1986-1987 | 2019-2020       | 15     |
| Coppa Italia Serie D    | 6              | 2012-2013 | 2021-2022       | 6      |
| Poule Scudetto          | 1              | 2016-2017 | 2016-2017       | 1      |
| Coppa Italia Dilettanti | 1              | 2011-2012 | 2011-2012       | 1      |

### Statistiche individuali
Fra i giocatori che hanno accumulato più presenze con la maglia del Bisceglie, documentate da dati numerici, vi sono: Carmine Caricola con oltre 100 presenze in maglia nerazzurra stellata, Riccardo Di Bari con oltre 200 incontri giocati, Michele Scaringella (120), Giuseppe Di Bari (99) e Stefano Grilli con oltre 125 match disputati.
I bomber storici dei nerazzurri sono invece: Giorgio Capoccia, protagonista dei migliori campionati della storia del Bisceglie fra i professionisti (1990-1992), Emanuele Del Zotti, bomber del campionato 1985-1986 che valse ai nerazzurri l'approdo in Serie C2, Massimo Borrelli, capocannoniere del campionato 2003-2004, Sebastian Vicentin, capocannoniere del campionato 2007-2008 con 34 reti, Amedeo Di Pinto, 82 reti tra il 2006 e il 2011, Fabio Moscelli, 38 reti tra il 2011 e il 2013 e Nicolas Di Rito, 40 reti tra il 2011 e il 2013.

## Tifoseria

### Storia

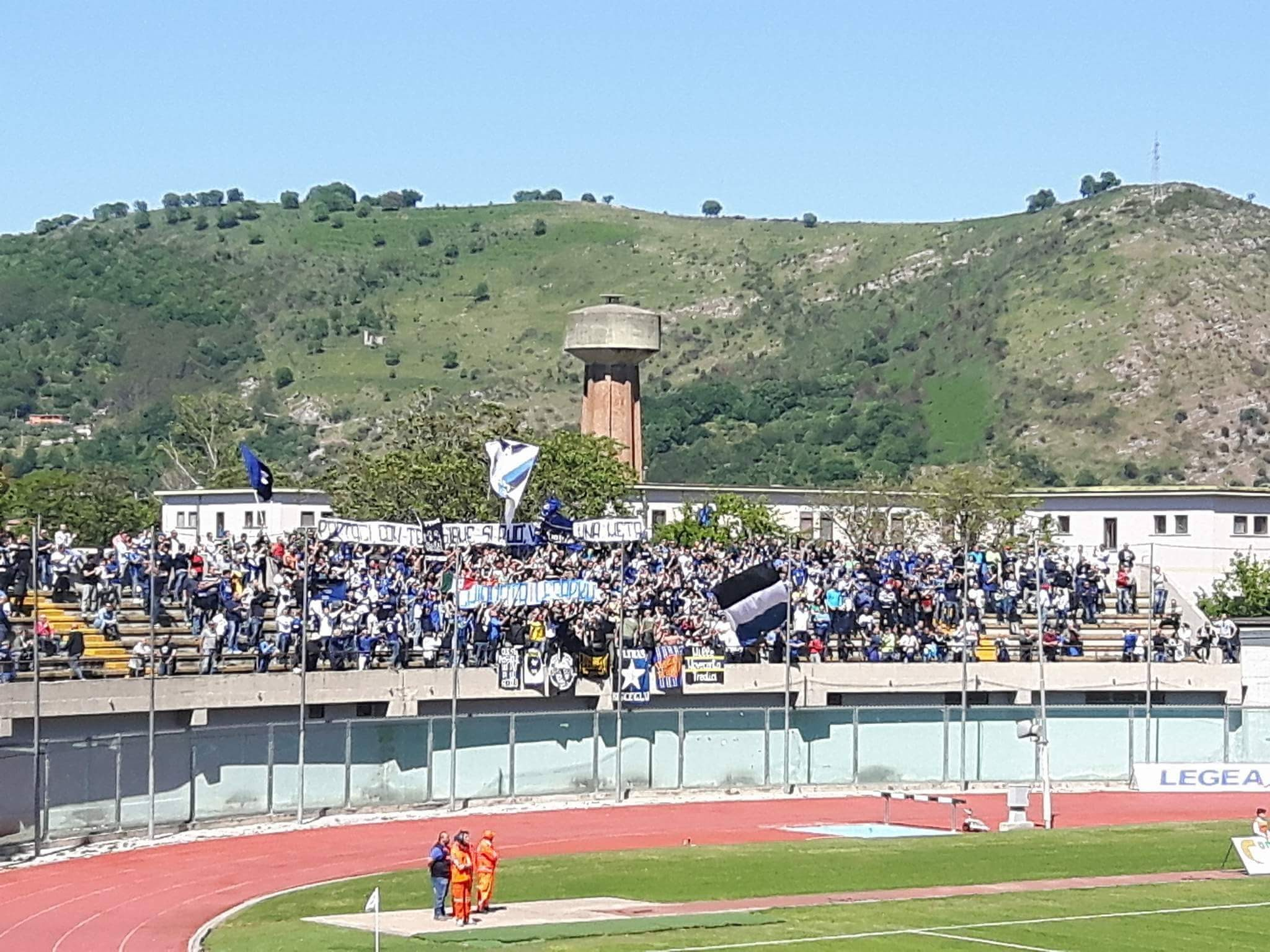
I tifosi nerazzurri al seguito della loro squadra al San Francesco d'Assisi di Nocera Inferiore, il 30 aprile del 2017

Il tifo a Bisceglie è nato nei primi anni ottanta, con i tanti gruppi che hanno seguito le sorti della squadra neroazzurra stellata; tra questi vi sono: Ultras, Ultra05, Gradinata12Bisceglie, Vecchio Front, Mucchio Selvaggio, Mele Marce, Impero Biscegliese, TAE, CasualBisceglie e GruppoStoricoBiscegliese, mentre uno dei più longevi è stato il gruppo ultras Ultras Front Bisceglie 1996.

### Gemellaggi e rivalità
La tifoseria biscegliese ha un unico gemellaggio, instaurato con gli ultras del Lanciano, nella stagione 1998-1999. Inoltre, esiste un'amicizia con i tifosi del Cosenza e dell'Agropoli.
Per quanto riguarda le rivalità, molto sentite sono quelle nei confronti del Molfetta e del Soccer Trani; contro quest'ultima il Bisceglie disputa il derby del Ponte Lama. Altre rivalità di minor rilievo sono quelle con gli ultras del Manfredonia, del Barletta e del Fasano. Tensioni in passato anche con la tifoseria del Taranto.